# Mauritius Leaks
Pour les articles homonymes, voir Leak.
Les Mauritius Leaks sont le nom donné aux révélations par plusieurs médias dans le monde, en juillet 2019, d'un système international de fraude et d'optimisation fiscale qui aurait été mis en place sur l'Île Maurice,.